# Торнеш
Торнеш (њем. Tornesch) град је у њемачкој савезној држави Шлезвиг-Холштајн. Једно је од 49 општинских средишта округа Пинеберг. Према процјени из 2010. у граду је живјело 12.995 становника. Посједује регионалну шифру (AGS) 1056048, NUTS (DEF09) и LOCODE (DE TNH) код.

## Географски и демографски подаци
Торнеш се налази у савезној држави Шлезвиг-Холштајн у округу Пинеберг. Град се налази на надморској висини од 13 метара. Површина општине износи 20,6 km². У самом граду је, према процјени из 2010. године, живјело 12.995 становника. Просјечна густина становништва износи 631 становника/km².